# چیرز
چیرز (انگلیسی: Cheers) یک سریال کمدی آمریکایی است از شبکه ان‌بی‌سی از ۳۰ سپتامبر ۱۹۸۲ تا ۲۰ می ۱۹۹۳ پخش می‌شد. این سریال در ۱۱ فصل ساخته و توزیع شد. این سریال متشکل از ۲۷۵ قسمت نیم ساعته بود.